# 靖相青
靖相青（1980年12月31日—），中國男子射箭運動員，出生地是山東。

## 生涯
靖相青在1995年開始正式長開他的射箭運動生涯。那一年，他於山東章丘市體育學校接受射箭訓練，教練是周少敏。次年，他轉至河南新鄉市體育學校，其教練豐喜印。2000年，他加入山東濟南市體肓學校，張淑珍為他的教練。2003年，他先後成為山東射箭隊及國家隊的一員，教練分別是王國章、郝偉與楊昌勛。3年後，他的國家隊教練改為郭梅珍。
在靖相青入選山東隊的那年，他奪得了武鳴錦標賽的個人小項冠軍。翌年的合川冠軍賽，他得到亞軍。2005年，他取得了長春錦標賽男子團體小項的第二。隨後一年，他獲得了漳州冠軍賽和樂山室內錦標賽男子個人小項的亞軍。同年的多哈亞運，靖在個人小項排名第23位，團體小項被馬來西亞淘汰出局。